# Dipartimento di Mirriah
Il dipartimento di Mirriah è un dipartimento del Niger facente parte della regione di Zinder. Il capoluogo è Mirriah.

## Geografia antropica
Il dipartimento di Mirriah è suddiviso in 22 comuni:

### Comuni urbani
- Mirriah
- Zinder I
- Zinder II
- Zinder III
- Zinder IV
- Zinder V

### Comuni rurali
- Albarkaram
- Dakoussa
- Damagaram Takaya
- Dogo
- Droum
- Gaffati
- Garagoumsa
- Gouna
- Guidimouni
- Hamdara
- Kolleram
- Mazamni
- Moa
- Tirmini
- Wame
- Zermou